# Земляничненский сельский совет
Земляничненский сельский совет (укр. Земляничненська сільська рада, крымскотат. Земляничное кой шурасы) — административно-территориальная единица в Белогорском районе в составе АР Крым Украины (фактически до 2014 года), ранее до 1991 года — в  составе Крымской области УССР в СССР.
Население по переписи 2001 года составляло 1443 человека.
К 2014 году в состав сельсовета входило 7 сёл:
- Земляничное
- Еленовка
- Опытное
- Радостное
- Родники
- Синекаменка
- Учебное

## История
Земляничненский сельский совет был образован в период между 1 июня 1977 года (на эту дату сёла ещё числилось в составе Богатовского) и 1985 годом (в перечнях административно-территориальных изменений после этой даты не упоминается) выделением населённых пунктов из Богатовского уже в современном составе. С 12 февраля 1991 года сельсовет в восстановленной Крымской АССР, 26 февраля 1992 года переименованной в Автономную Республику Крым.
С 21 марта 2014 года в составе Крыма аннексирован Россией.
С 2014 года на месте сельсовета находится Земляничненское сельское поселение Республики Крым.